# 福州火车南站站
福州火车南站（福州話：/huʔ˨˩ t͡sieu˥˥ hui˨˩ ʒia˥˥ nɑŋ˨˩ ʒɑŋ˨˦˨/）位于中华人民共和国福建省福州市仓山区国铁福州南站下方，是福州地铁1号线与5号线的地铁换乘站，也是5号线的南段终点站，车站1号线部分于2016年5月18日投入使用，5号线部分则于2023年8月27日投入使用。

## 车站结构
福州火车南站站位于国铁福州南站下方，结构与福州南站共建，分为两个站体：1号线站体位于福州南站西站房下呈东西走向，5号线站体位于福州南站东站房下呈南北走向，两线站体大致呈“L”型。

### 1号线站区
1号线车站设有两层，为双柱三跨车站，全长约500米，宽约31–56米，深14.6米。地下一层为站厅层及换乘通道，地下二层为1号线站台层。
| 地下一层 | 1号线站厅                            |  | 票务服务、自动售票机   |
| 地下一层 | 换乘通道                             |  | 付费区前往 5号线 站厅  |
| 地下二层 | 1                                    |  | 1号线 往象峰（胪雷）   |
| 地下二层 | 岛式站台，列车运行方向左侧的车门打开 |  |                        |
| 地下二层 | 2                                    |  | 1号线 往三江口（安平） |

### 5号线站区
5号线车站设有三层，地下一层为站厅层及换乘通道，地下二层为设备层，地下三层为5号线站台层。
| 地下一层 | 5号线站厅                            |  | 票务服务、自动售票机     |
|          | 换乘通道                             |  | 付费区前往 1号线 站厅    |
| 地下二层 | 设备层                               |  | 车站设备                 |
| 地下三层 | 1                                    |  | 5号线 往荆溪厚屿（龙江） |
| 地下三层 | 岛式站台，列车运行方向左侧的车门打开 |  |                          |
| 地下三层 | 2                                    |  | 5号线 终点站             |

### 站厅
福州火车南站站共有两个站厅：1号线站厅与5号线站厅。两线站厅付费区内设有通道联通，各站厅在非付费区不相通。
1号线站厅位于福州南站西站房地下，呈东西布置；5号线站厅则位于福州南站东站房地下，呈南北布置。1号线站厅采用蓝色波浪型吊顶与白色搪瓷板装修，设客服中心两处，分布于站厅付费区东西两端，服务设施设有智能导乘机、自动售货机、自动柜员机与自助拍照机，站厅东侧规划设有便利店，D出入口通道设有洗手间。5号线站厅选取简洁的长方形造型，沿用福厦高铁站的香槟金色装饰在两侧与中部，站厅立柱以“百福字”作点缀。1号线和5号线站厅的收费区各自设有多组扶梯、楼梯以及直梯供乘客前往站台。

### 车站艺术
车站1号线部分吊顶以“海丝蓝”为空间主题色，利用舒展的线条造型体现海纳百川的福州城市精神与海上丝绸之路的灿烂文化。车站站厅付费区中侧设有一副漆画艺术墙，名称为《五虎雄姿》。漆画长14米，宽2米，采用漆画髹饰技艺制作。漆画运用独特的髹饰展示了闽江口日出与沿岸五虎山一带瑰丽、壮美的景色，亦展现了福州深厚的漆文化底蕴。

### 站台
车站共设置两个岛式站台。1号线站台位于福州南站西站房地下二层，采用蓝色波浪型吊顶与白色搪瓷板装修，设有智能导乘机、自动售货机等服务设施。5号线站台位于福州南站东站房地下三层。两线站台大致成“L”型。

### 换乘
福州火车南站站实施L型通道换乘，在1号线站厅东端与5号线站厅南端设有通道相连。

### 出入口与周边
福州火车南站站目前开放6个出入口、2个国铁-地铁免安检通道，其中无障碍电梯位于A、D口，卫生间位于B、D口。
位于西站房北侧的原1号线B口取消，改启用位于东站房北侧的5号线B口，同时接入“国铁-地铁免安检通道1”，供由铁路出站口5（2F·北）出站的旅客免安检进入地铁。而由铁路出站口8（2F·南）出站的旅客则需要经过安检方可进入地铁。
位于西站房北侧的原1号线C口被改造为“国铁-地铁免安检通道2”，供由铁路出站口3（1F·西）出站的旅客免安检进入地铁。而由铁路出站口4（1F·西）出站的乘客则需要经过安检方可进入地铁。
| 福州火车南站站出入口信息    | 福州火车南站站出入口信息 | 福州火车南站站出入口信息                     | 福州火车南站站出入口信息   | 福州火车南站站出入口信息 |
| --------------------------- | ------------------------ | -------------------------------------------- | -------------------------- | ------------------------ |
|                             |                          |                                              |                            |                          |
|                             |                          |                                              |                            |                          |
| 编号                        | 设施                     | 位置                                         | 接驳交通                   | 照片                     |
| 5号线站厅                   |                          |                                              |                            |                          |
| 出口 · A                    |                          | 福州南站东站房（南），近铁路进站口7、出站口8 |                            |                          |
| 出口 · B                    |                          | 福州南站东站房（北），近铁路进站口4、出站口5 | 火车南站东广场             |                          |
| 1号线站厅                   |                          |                                              |                            |                          |
| 出口 · D · 1                |                          | 福州南站西站房，近西广场                     | 火车南站西广场、陈绍宽故居 |                          |
| 出口 · D · 2                |                          | 福州南站西站房，近西广场                     | 火车南站西广场、陈绍宽故居 |                          |
| 出口 · E                    |                          | 福州南站西站房，近铁路出站口3、4             |                            |                          |
| 出口 · F                    |                          | 福州南站西站房，近铁路出站口3、4             |                            |                          |
| 注： 设有电梯 \| 设有卫生间 |                          |                                              |                            |                          |

## 历史
- 2008年11月，1号线车站主体开始建设。[5]
- 2010年11月，1号线车站主体封顶。[8]
- 2010年12月，1号线车站延伸段开始建设[4]
- 2012年4月，1号线车站西延伸段主体结构完工。[9]
- 2014年6月15日，1号线福州火车南站站至清凉山停车场区间开始盾构。[10]
- 2014年12月，与该车站相关的区间全部贯通。[10]
- 2016年5月18日，车站1号线部分启用。[2]
- 2016年10月1日，车站D1、D2出入口启用。
- 2020年12月27日，1号线自本站延伸通车至三江口站[11][12]。
- 2023年8月27日，车站5号线部分启用。[13]

## 争议

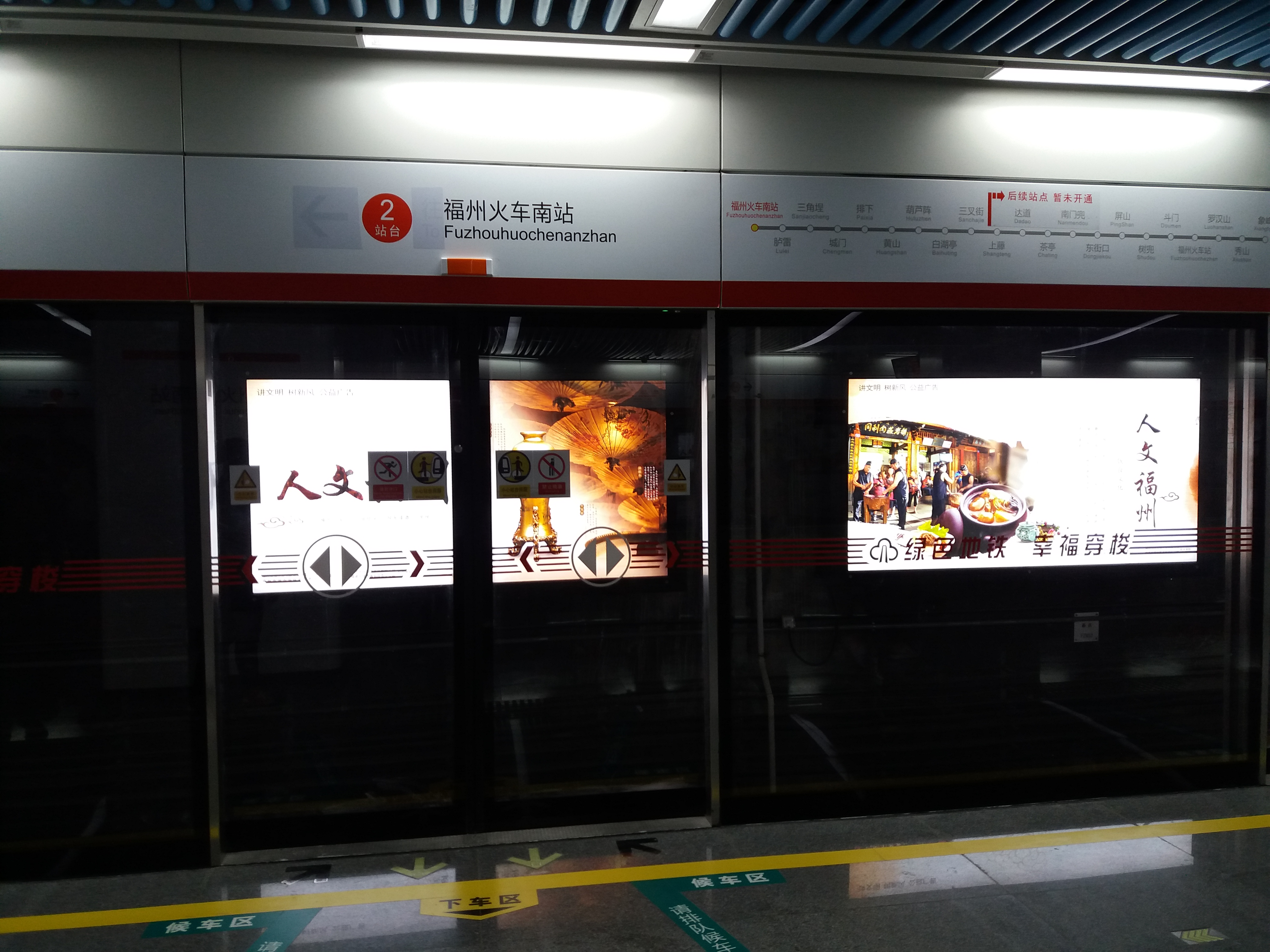
使用全拼音标示站名的信息标识（2016年5月14日）

- 2016年5月13日，即福州地铁1号线一期南段试乘首日，当时福州地铁1号线各站内均用全拼音“Fuzhouhuochenanzhan”表示福州火车南站的英文站名[14]，福州南站地铁站内的出口导向牌英文标注也全部使用了拼音。[15]1号线开通试运营前，相关英文标识已由原先的全拼音更换为“Fuzhou South Railway Station”。[16]